# Le Roi Soleil (Musical)

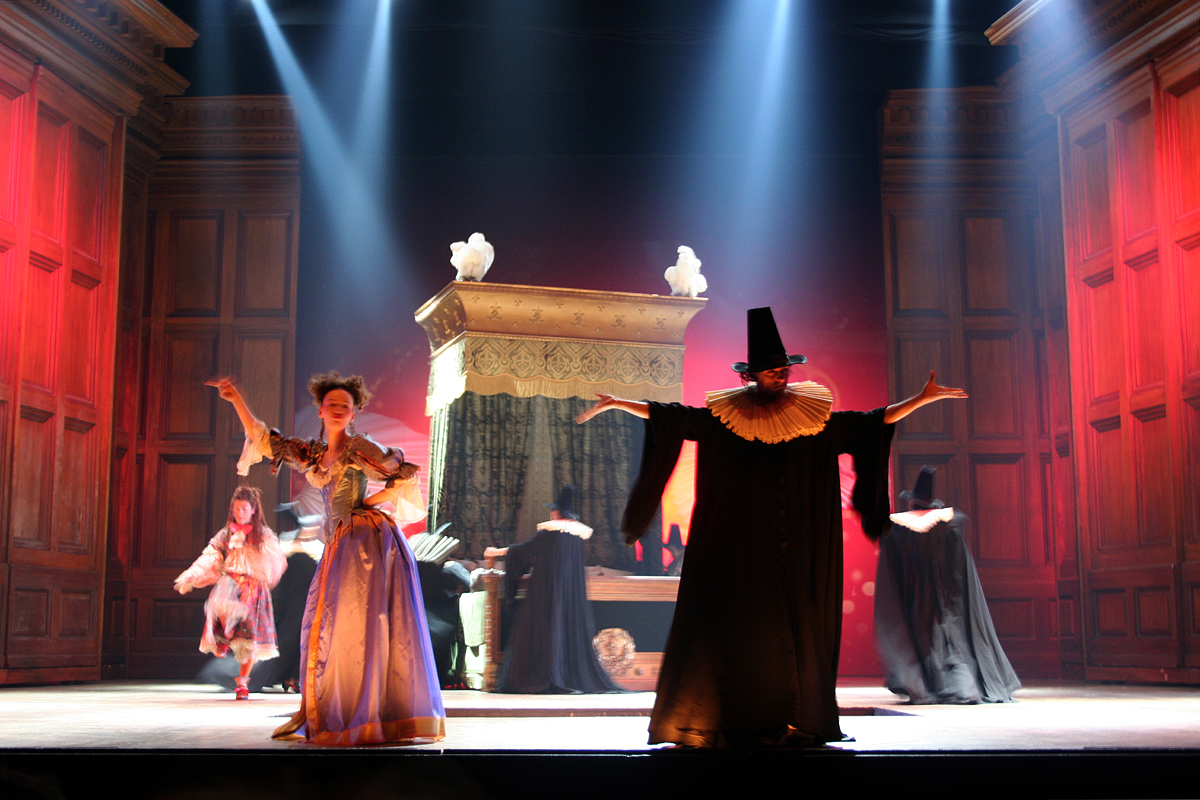
Le Roi Soleil

Le Roi Soleil (frz. „Der Sonnenkönig“) ist ein französisches Musical von Kamel Ouali über das Leben des „Sonnenkönigs“ Ludwig XIV.
Le Roi Soleil feierte am 22. September 2005 im Palais des Sports in Paris Premiere.

## Handlung
Zu Beginn des 1. Aktes wird der junge Ludwig in Reims gekrönt. Allerdings beanspruchen Kardinal Mazarin und Ludwigs Mutter Anna von Österreich die Regierung für sich, da Ludwig noch zu jung ist.
Später verliebt sich Ludwig in die bürgerliche italienische Einwanderin Marie Mancini, eine Nichte Mazarins. Um sich als König zu behaupten, zieht Ludwig in den Krieg, wo er schwer verwundet wird. Aufgrund seines scheinbar nahen Todes wird Ludwigs Bruder zum König ernannt. Ludwig selbst ist schnell vergessen, nur Marie kämpft um das Leben des jungen Königs. Wieder genesen erfährt er, dass sich nur Marie um ihn gesorgt hat, woraufhin Ludwig ihr einen Heiratsantrag macht. Doch Ludwig darf Marie aufgrund der französischen Gesetze nicht heiraten, sodass sie von Mazarin und Anne von Österreich ins Exil verbannt wird.
Am Anfang des 2. Aktes stirbt dann Mazarin und Ludwig übernimmt die vollständige Regentschaft über Frankreich und macht sich selbst zum Sonnenkönig. Bald beginnt Ludwig damit, das Schloss Versailles bauen zu lassen, während er Zerstreuung in zahlreichen Frauengeschichten sucht. Später schaffte Ludwig das, was ihm mit Marie verwehrt blieb: er heiratet die Bürgerliche Françoise d’Aubigné, welche zuvor die Gouvernante von Ludwigs unehelichen Kindern war.

## Hauptdarsteller
Ludwig XIV: Emmanuel Moire.
Marie Mancini: Anne-Laure Gribal.
Monsieur le frère du Roi: Christophe Maé.
Madame de Montespan: Lysa Ansaldi.
Le Duc de Beaufort: Merwan Rim.
Isabelle, la fille du peuple: Victoria Petrosillo.
Françoise d’Aubigné: Cathialine Andria.

## Lieder

### 1. Akt
- Prélude versaillais (instrumental).
- Contre ceux d’en haut
- Qu’avons-nous fait de vous?
- Je serai lui
- Être à la hauteur
- Ça marche
- Où ça mène quand on s’aime
- Encore du temps
- Requien Aeternam
- A qui la faute
- Je fais de toi mon essentiel
- S’aimer est interdit’

### 2. Akt
- Repartir
- Le ballet des planètes
- Pour arriver à moi
- Un geste de vous
- Le bal des monstres
- Entre ciel et terre
- Alors d’accord
- J’en appelle
- L’arrestation
- Et vice Versailles
- La vie passe
- Tant qu’on rêve encore